# Laboulbène
Laboulbène  (okzitanisch La Bolbena) ist eine französische Gemeinde im Département Tarn in der Region Okzitanien.

## Bevölkerungsentwicklung
| 1962                      | 1968 | 1975 | 1982 | 1990 | 1999 | 2006 | 2015 |
| ------------------------- | ---- | ---- | ---- | ---- | ---- | ---- | ---- |
| 107                       | 92   | 79   | 84   | 135  | 134  | 149  | 141  |
| Quelle: Cassini und INSEE |      |      |      |      |      |      |      |